# Salvatore Joseph Cordileone
Salvatore Joseph Cordileone (San Diego, 5 juni 1956) is een Amerikaans geestelijke en aartsbisschop van de Rooms-Katholieke Kerk.
Cordileone studeerde aan de Universiteit van San Diego en aan de Pauselijke Gregoriaanse Universiteit in Rome (stad). Hij werd in 1982 priester gewijd. Hij werkte vervolgens als pastoor en vervulde verschillende functies binnen de staf van het bisdom San Diego. Ook was hij rechter bij de diocesane rechtbank van dat bisdom. In 1995 keerde hij terug naar Rome, waar hij assistent werd bij de Hoogste Rechtbank van de Apostolische Signatuur. In 1999 verleende paus Johannes Paulus II hem de titel van pauselijk kapelaan.
In 2002 benoemde Johannes Paulus II hem tot titulair bisschop van Natchesium en tot hulpbisschop van San Diego. Na zeven jaar werd hij door paus Benedictus XVI benoemd tot bisschop van Oakland en drie jaar later tot aartsbisschop van San Francisco.
Codileone geldt als orthodox. Hij heeft zich uitvoerig gemengd in de discussies over de vergoeding van de anticonceptiepil onder het regime van Obama Care en zich dikwijls uitgesproken tegen het huwelijk van personen van hetzelfde geslacht.
Op 25 augustus 2012 werd Codileone gearresteerd nadat was komen vast te staan dat hij reed onder invloed. De aartsbisschop erkende een inschattingsfout te hebben gemaakt en bood zijn verontschuldigingen aan aan de gelovigen van zijn aartsbisdom.